# Mesnil-Martinsart
Mesnil-Martinsart is een gemeente in het Franse departement Somme (regio Hauts-de-France) en telt 218 inwoners (2005). De plaats maakt deel uit van het arrondissement Péronne.

## Geografie
De oppervlakte van Mesnil-Martinsart bedraagt 8,9 km², de bevolkingsdichtheid is 24,5 inwoners per km².
De onderstaande kaart toont de ligging van Mesnil-Martinsart met de belangrijkste infrastructuur en aangrenzende gemeenten.

## Demografie
Onderstaande figuur toont het verloop van het inwonertal (bron: INSEE-tellingen).

## Britse militaire begraafplaatsen
Op het grondgebied van de gemeente liggen vijf militaire begraafplaatsen met Britse gesneuvelden uit de Eerste Wereldoorlog:
- Mesnil Communal Cemetery Extension
- Aveluy Wood Cemetery (Lancashire Dump)
- Mesnil Ridge Cemetery
- Knightsbridge Cemetery
- Martinsart British Cemetery